# Stenoptilia admiranda
Stenoptilia admiranda là một loài bướm đêm thuộc họ Pterophoridae. Nó được tìm thấy ở Nhật Bản (Honshu).
Chiều dài cánh trước là 11–12 mm.